# Rekeneenheid
In de economie is een valuta een standaard monetaire rekeneenheid voor het meten van de waarde, en eventueel de kosten, van goederen, diensten en activa.
Het geld heeft drie functies: het is een ruilmiddel, het wordt gebruikt als rekeneenheid en het is een oppotmiddel. Zonder het begrip rekeneenheid hebben winst, verlies, schuld, activa en passiva geen betekenis.
De bedragen die in een begroting of in een offerte worden genoemd, zijn bedragen die nog niet zijn omgegaan. Begrotingen en offertes worden opgesteld om de verschillende mogelijkheden te vergelijken. Het geld is daarin de rekeneenheid.
Een rekeneenheid wordt soms een punt genoemd, bijvoorbeeld bij spelprestaties of -winst, studieprestaties, opgebouwde rechten in een loyaliteitsprogramma, en de kwaliteit van een woning (woonwaarderingsstelsel).